# Zeppelinplatz (Weimar)

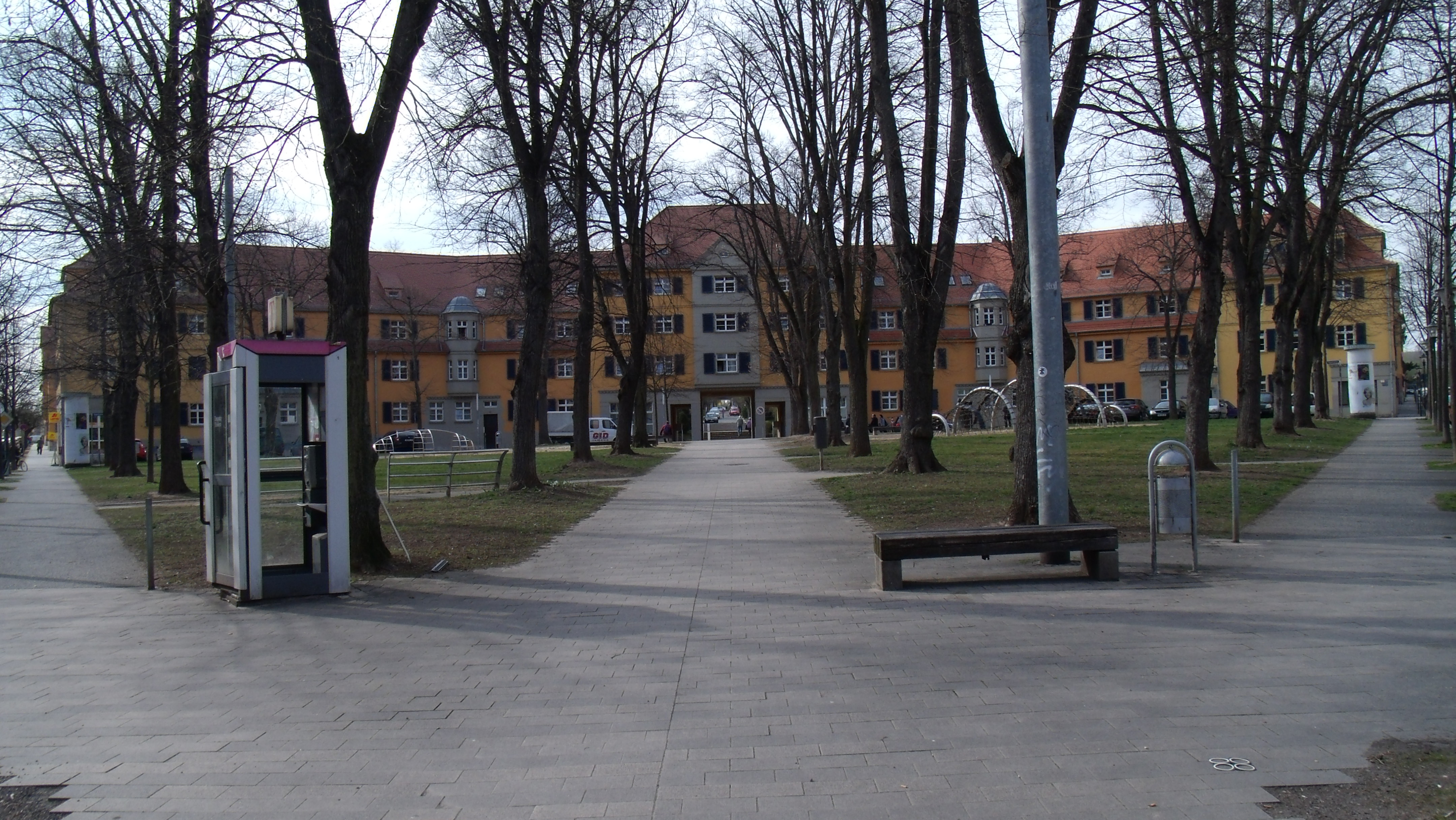
Zeppelinplatz in Weimar

Der Zeppelinplatz ist eine Platzanlage in der Weimarer Nordvorstadt, benannt nach dem berühmten Luftschiffer Ferdinand Graf von Zeppelin.
Der Zeppelinplatz hat selbst eine eigene Liste der Kulturdenkmale am Zeppelinplatz in Weimar. Außerdem steht er auf der Liste der Kulturdenkmale in Weimar (Sachgesamtheiten und Ensembles). In diesem Bereich befinden sich Spielplätze für verschiedene Altersgruppen mit ellipsenförmigen Aktionsfeldern, welche das Thema „Zeppelin“ aufnehmen, die Käthe-Kollwitz-Schule mit dem Stockentenbrunnen im Schulhof und mit dem unweit davon befindlichen Käthe-Kollwitz-Denkmal, aber auch die vorbeiführende Röhrstraße, die zusammen mit der Döllstädtstraße den Platz begrenzt. Die Neugestaltung des Platzes baut auf einer denkmalpflegerischen Zielstellung auf, was sich auch auf die Gestaltung der Baumkronen und den Kronenansatz auswirkte, die eingekürzt wurden, um mehr Lichttransparenz zu ermöglichen. In der DDR-Zeit hieß der Platz Platz der DSF. Seit dem 27. Februar 1991 heißt der Platz Zeppelinplatz. Markant sind auch die Wohnanlagen im Art déco-Stil am Rembrandtweg bzw. in der Döllstädtstraße nördlich des Zeppelinplatzes nach den Entwürfen von Paul Bräunlich.